# کوه دباجیان
کوه دباجیان (به لاتین: Dabajian Mountain) یک کوه در تایوان است که در تایوان واقع شده‌است. کوه دباجیان ۳٬۴۹۲ متر بالاتر از سطح دریا واقع شده‌است.